# Michal Smolen
Michal Smolen (Cracovia, Polonia, 13 de septiembre de 1993) es un deportista estadounidense que compite en piragüismo en la modalidad de eslalon.
Ganó una medalla de bronce en el Campeonato Mundial de Piragüismo en Eslalon de 2015, en la prueba de K1 individual. En los Juegos Panamericanos de 2015 consiguió una medalla de oro en la misma prueba.

## Palmarés internacional
| Campeonato Mundial   | Campeonato Mundial    | Campeonato Mundial | Campeonato Mundial |
| Año                  | Lugar                 | Medalla            | Competición        |
| -------------------- | --------------------- | ------------------ | ------------------ |
| 2015                 | Londres (Reino Unido) | Medalla de bronce  | K1 individual      |
| Juegos Panamericanos |                       |                    |                    |
| Año                  | Lugar                 | Medalla            | Competición        |
| 2015                 | Toronto (Canadá)      | Medalla de oro     | K1 individual      |